# Slečna Julie
Slečna Julie (Fröken Julie) je patrně nejznámější hra Augusta Strindberga. Vznikla roku 1888. Byla napsaná za pobytu Strindbergovy rodiny na letohrádku Skovlyst v Dánsku, údajně během 14 dní. K sepsání hry autora inspiroval samotný pobyt na Skovlystu, svou tehdejší manželku Siri von Essenovou totiž podezíral z nevěry se správcem letohrádku. Ve stejné době jí byl však sám autor paradoxně nevěrný, a to se správcovou šestnáctiletou sestrou.
Naturalistické ladění hry je inspirováno romány Émila Zoly, na reálném základě je rovněž založena sebevražda hlavní hrdinky. Stejný způsob sebevraždy – podřezání břitvou – zvolila v roce 1888 Strindbergova kolegyně, spisovatelka Victoria Benedictssonová.
Předmluva dramatu představuje teoretický manifest divadelního naturalismu oplývající vtipem a ironií, který později silně ovlivnil moderní drama 20. století. Sám autor dílo označil za truchlohru, která by však v divákovi měla vyvolat pocity katarze. Hra byla nakladateli zpočátku odmítána, nakladatelství Josepha Seligmanna dílo posléze vydalo, ovšem značně zcenzurované. V plné verzi se hra objevila až v roce 1984.
Kompoziční struktura hry je rovněž přelomová – autor zrušil rozdělení na dějství. Vedle dialogu, který představuje základní jednotkou, do hry nově zakomponoval tři další výrazové prostředky: pantomimu, balet a monolog. Co se týče návrhů kulis, uvedených ve scénických poznámkách, inspiroval se asymetrií impresionismu, předepsán je nicméně realistický interiér. V předmluvě ke hře definoval další požadavky vztahující se k inscenaci. Navrhl zrušit spodní svícení, vyžadoval pouze boční a vrchní. Zasazoval se o nenápadné líčení, skrytý orchestr, úplnou tmu na jevišti i v hledišti a komorní divadelní prostor. Čas hry se téměř překrývá s reálným časem (drama se odehrává v průběhu jediného večera a noci).
Poprvé měla být hra inscenována ve Strindbergově Experimentálním divadle, došlo však pouze na zkoušky, veřejná premiéra byla cenzurou zakázána. Uskutečnila se tedy pouze pro uzavřenou společnost ve studentském spolku. Hra se v roce 1893 dočkala triumfálního úspěchu ve francouzském Théatre Libre v režii André Antoina.
Do češtiny drama přeložil Alois Lucek už v roce 1890, inscenována ale byla až v roce 1920 v Divadle na Vinohradech.

## Děj
Slečna Julie pojednává o překročení společenských přehrad mezi dvěma lidmi, kteří se vzájemně přitahují. Aristokratka Julie a sluha Jean spolu začnou koketovat na Svatojánskou noc, kdy se na panství koná lidová taneční zábava. Jejich flirt vyvrcholí pohlavním stykem. Hrdinové poté nevědí, jak se zachovat. Třídní propast není možné překlenout, proto nakonec sejde i z možnosti společného útěku. Julie v hypnotickém transu instruována Jeanem odchází spáchat sebevraždu.

## České překlady
- Alois Lucek (1890).[1]
- Bořivoj Prusík (1872-1928).[4]
- Jiří Ščerbinský (1920).[1]
- Karel Vetter (1925).[1]
- Jiří Zedtwitz (1925).[4]
- Josef Jedlička (1870 – 1945).[4]
- Josef Vohryzek (1967).[4]
- František Fröhlich (2000).[4]

## Česká uvedení
- Městské Divadlo na Vinohradech, Praha, premiéra 13. 9. 1920, režie: Karel Vávra.[4]
- Městské Divadlo na Vinohradech, Praha, premiéra 14. 10. 1925, režie: Hana Vetterová,[4]
- Divadlo Na zábradlí, Praha, premiéra 3. 6. 1971, režie: Jiří Krejčík.[5]
- Družstvo divadelní tvorby, Praha, premiéra: 29. 11. 1984, režie: Hana Burešová.[5]
- Národní divadlo, Praha, premiéra: 10. 3. 1988, režie: Karel Kříž.[5]
- Divadlo na Starém Městě, Praha, premiéra: 6. 5. 1993, režie: Jindra Rathová.[5]
- A Studio Rubín, Praha, premiéra: 29. 3. 1994, režie: David Czesany.[5]
- AMU DAMU DISK – Divadelní studio, Praha, prem. 19. 6. 1994, režie: T. Antonio Ochoa.[5]
- Divadlo Dagmar, Karlovy Vary, prem. 10. 12. 1994, režie: Michal Przebinda.[5]
- Divadlo pod Palmovkou, Praha, prem. 14. 3. 1997, režie: Lucie Bělohradská.[5]
- Slezské divadlo, Opava, prem. 8. 11. 1998, režie: Janusz Klimsza.[5]
- Horácké divadlo, Jihlava, prem. 30. 4. 1999, režie: Karel Brynda.[5]
- Slovácké divadlo, Uherské Hradiště, prem. 15. 3. 2003, režie: Ladislav Pešek.[5]
- Městské divadlo, Most, prem. 28. 3. 2003, režie: Vít Vencl.[5]
- Středočeské divadlo, Kladno, prem. 13. 5. 2006, režie: Lída Engelová.[5]
- Divadlo Rity Jasinské, Praha, prem. 15. 9. 2008, režie: Ivo Šorman.[5]
- Divadlo F. X. Šaldy, Liberec, prem. 8. 10. 2010, režie: Vít Vencl.[5]
- Divadlo U stolu, Brno, prem. 9. 4. 2016, režie: Ivo Krobot.[5]
- Divadlo KoMa, Praha, prem. 2. 5. 2018, režie Libor Vaculík.[6]

## Televizní adaptace
- 1969 August Strindberg: Slečna Julie - Televizní inscenace natočená finskou televizí TV 2 v televizním studiu v Helsinkách v režii Jana Grossmana. Hrají: Slečna Julie (Marie Málková), Jean, sluha (Luděk Munzar) a Kristina, kuchařka (Jana Hlaváčová)

## Rozhlasové adaptace
- August Strindberg: Slečna Julie. Příběh podivné lásky. Přeložil František Fröhlich. Rozhlasová úprava a dramaturgie Jana Paterová, hudba Petr Mandel, režie Lída Engelová. Hrají: Slečna Julie (Lenka Vlasáková), Jean, sluha (Ivan Trojan) a Kristina, kuchařka (Tatiana Vilhelmová). Český rozhlas 2004.[6]

## Operní adaptace
- 1965 Ned Rorem: Miss Julie
- 1973 Antonio Bibalo: Frøken Julie
- 1977 William Alwyn: Miss Julie
- 1990 Margareta Hallinová: Fröken Julie
- 2005 Philippe Boesmans: Julie
- 2018 Joseph Phibbs: Juliana[7]